# نعمت‌الله پیشواییان
نعمت اله پیشواییان بازیگر سینمای ایران است.

## فیلمشناخت
- ۱ - عروس پابرهنه (۱۳۵۳)
- ۲ - چرخ فلک (۱۳۴۶)
- ۳ - دو انسان (۱۳۴۵)
- ۴ - آقا دزده (۱۳۴۵)
- ۵ - کابوس (۱۳۴۵)
- ۶ - کلید بهشت (۱۳۴۵)
- ۷ - ده سایه خطرناک (۱۳۴۴)
- ۸ - سرسام (۱۳۴۴)
- ۹ - سه تا نخاله (۱۳۴۴)
- ۱۰ - قهرمان قهرمانان (۱۳۴۴)
- ۱۱ - مرخصی اجباری (۱۳۴۴)
- ۱۲ - مو طلایی شهر ما (۱۳۴۴)
- ۱۳ - ترانه‌های روستائی (۱۳۴۳)
- ۱۴ - تعقیب خطرناک (۱۳۴۳)
- ۱۵ - کمینگاه شیطان (۱۳۴۳)
- ۱۶ - پرتگاه مخوف (۱۳۴۲)
- ۱۷ - خشم و فریاد (۱۳۴۲)